# Incendio forestal en Tierra del Fuego en diciembre de 2022
El 30 de noviembre comenzó un incendio a 12 kilómetros de la localidad de Tolhuin, Argentina, en las inmediaciones de la reserva natural provincial Corazón de la Isla. El fuego se esparció rápidamente debido a las condiciones meteorológicas y el viento, que alcanzó 90 km/h durante los primeros días. Al 9 de diciembre de 2022 se computaban 7500 hectáreas quemadas, gran parte de ellas, bosque nativo.

## Cronología

### Noviembre de 2022
El 30 de noviembre las llamas son detectadas desde el destacamento Lago Escondido. Los focos habrían comenzado en las inmediaciones del Río Claro y de un parador turístico llamado "Refugio Fueguino". Se desplazaron tres grupos con un total de 30 brigadistas a la zona.

### Diciembre de 2022
El 2 de diciembre, las autoridades provinciales se comunican con las familias que viven dentro de la reserva. Los vecinos denuncian la falta de intervención estatal en los focos de la zona, particularmente durante el primer día en la Estancia el Carmen.
El 4 de diciembre el Ministerio de Ambiente y Desarrollo Sostenible suma 30 brigadistas para controlar el fuego a través del Servicio Nacional de Manejo del Fuego.
El 6 de diciembre se registraron 1500 hectáreas quemadas. Hay 70 brigadistas en la zona, un helicóptero y un avión hidrante de acuerdo a la información oficial. El gobierno provincial declara “prohibición total para el encendido de fuego en los lugares agrestes" durante 90 días para evitar la aparición de nuevos focos de incendio.
Al día 9 de diciembre se computaron 7500 hectáreas quemadas. Alrededor de 1000 brigadistas se encuentran trabajando en la zona. El 10 de diciembre hubo un total de más de 9000 hectáreas quemadas y siguen los focos activos. Se investiga si fue causado por negligencia humana. El 12 de diciembre se registraron más de 10 000 hectáreas quemadas. Se confirma por el Servicio Nacional de Manejo del Fuego que las viviendas y personas que residen cerca del lugar, no corren peligro.
El 13 de diciembre comunicaron que el fuego se expandió a las zonas rurales aledañas a la reserva. El 14 de diciembre se comunicó que más de 12 000 hectáreas quemadas. Se esperan otros 20 brigadistas del Servicio Nacional de Manejo del Fuego  e infantes de Marina para llevar a cabo tareas de monitoreo en las zonas afectadas.
El 19 de diciembre, el gobierno de Tierra del Fuego anunció por primera vez la contención del incendio, sin embargo, se espera que el desarrollo meteorológico de la zona ayude a la misma. El 29 de diciembre se inició la contención en su totalidad del incendio general a pesar de no estar totalmente controlado, en la reserva todavía se encuentran puntos calientes de fuego.

### Enero y febrero de 2023
El 6 de enero las autoridades de Tierra del Fuego comentaron que el incendio general se contuvo en su mayoría y se encontraba controlado dividido en 6 sectores. El 10 de enero se generó un nuevo incendio en las proximidades del complejo Villa Marina cercano a la Ruta Nacional 3, a 60 kilómetros de Ushuaia y a 40 kilómetros de Tolhuin. También se indicaron 3 áreas perdidas.
A inicios de febrero, Infobae declaró a principios de febrero, que al momento ya se habían consumido más de 10.000 hectáreas y se denominaba al incendio como "incontrolable".

“El viento provocó caída de árboles que avivaron llamas y generaron que rápidamente algunas de ellas tomaran las copas de otros árboles, dentro de un sector interno que aún no había sido afectado por el incendio, ocasionando así más fuego y una columna de humo”
Gobierno de Tierra del Fuego

El 28 de febrero, el sitio Ushuaia24 comunico que los incendios se encontraban controlados.

"Ambos incendios están controlados, esto significa que la línea de control ha quedado establecida y asegurada, y aunque el incendio muestre actividad y columnas de humo aisladas, la posibilidad de que vuelva a la etapa anterior es casi nula".
Gobierno de Tierra del Fuego

### Marzo de 2023
El 2 de marzo, Clarín, informó que 150 brigadistas siguen trabajando en la zona afectada y más de 12.000 hectáreas siguen quemadas (como se dijo en diciembre). También se informó que el fuego llegó a la ruta que une a la isla con la localidad.